# Radenrepubliek

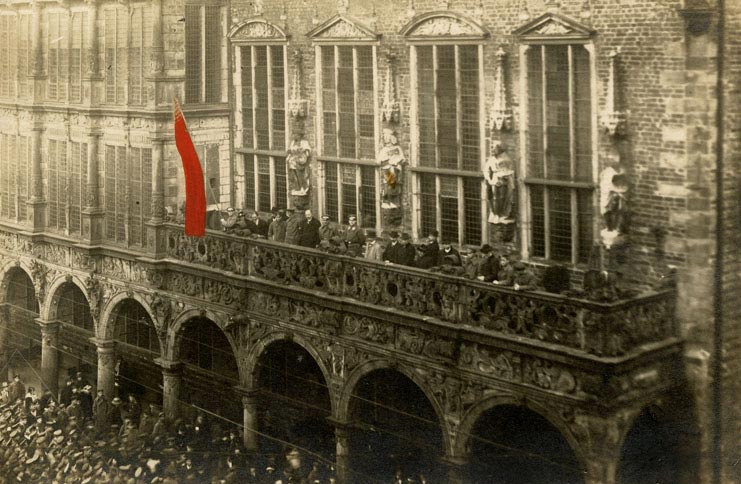
Proclamatie van de Radenrepubliek Bremen

Een radenrepubliek of radendemocratie is een staat bestuurd door raden of 'sovjets' (Russisch voor 'raad') van arbeiders, boeren en soldaten.
Alle macht ligt in zo'n staat in de handen van (autonome) raden. Formeel was de Sovjet-Unie van 1922 tot 1936 een radenrepubliek. Verder waren er in het revolutiejaar 1919 de Bremer Radenrepubliek (eind januari - begin februari 1919), de Beierse Radenrepubliek (april 1919), de Hongaarse Radenrepubliek (maart-augustus 1919) en de Slowaakse Radenrepubliek (juni 1919).
De interpretatie van een radenrepubliek verschilde. Gematigden zagen het als een vorm van democratie, waarbij verschillende partijen en belangengroeperingen zitting hadden in de raad. Anderen vonden dat bepaalde groeperingen uitgesloten moesten worden van de raad.
Het libertair socialisme en anarchisme streven naar een samenleving vergelijkbaar met een radenrepubliek waarin democratische arbeidsraden en communes de samenleving besturen zonder hiërarchie.

## Sovjetdemocratie
Sovjetdemocratie was, in de ogen van de Communistische Partij, een vorm van democratie gebaseerd op arbeidersraden, ook wel de Sovjets genoemd. Er is een piramidale opbouw van Sovjets, tot aan een vorm van parlement aan de top. 
Lenin in maart 1918 over de sovjetdemocratie:
Toen de arbeiders hun eigen staat schiepen, kwamen zij tot het inzicht dat het oude begrip van democratie - de parlementaire democratie - door onze revolutie achterhaald is. Bij ons is een vorm van democratie ontstaan die West-Europa niet kent. De sovjetmacht is een nieuw type van staat, zonder bureaucratie, zonder politie en zonder staand leger, met vervanging van de parlementaire democratie door een nieuwe democratie, die de voorhoede van de werkende massa's de macht geeft.
De Sovjetdemocratie kende geen politieke partijen. De Communistische Partij van de Sovjet Unie, vakbonden en andere vormen van Sovjets nomineerde kandidaten voor hogere organen. De bevolking stemde voor of tegen de aangewezen kandidaten. Als de stemmers vertrouwen verloren in de afgevaardigde waar zij op hadden gestemd, mochten ze deze terugroepen en dan zouden er nieuwe verkiezingen plaatsvinden. 